# Cyclostremella humilis
Cyclostremella humilis är en snäckart som beskrevs av Bush 1897. Cyclostremella humilis ingår i släktet Cyclostremella och familjen Pyramidellidae. Inga underarter finns listade i Catalogue of Life.